# Zona sur de Chile

Mapa de las regiones naturales de Chile.
La zona Sur se encuentra en verde intermedio.

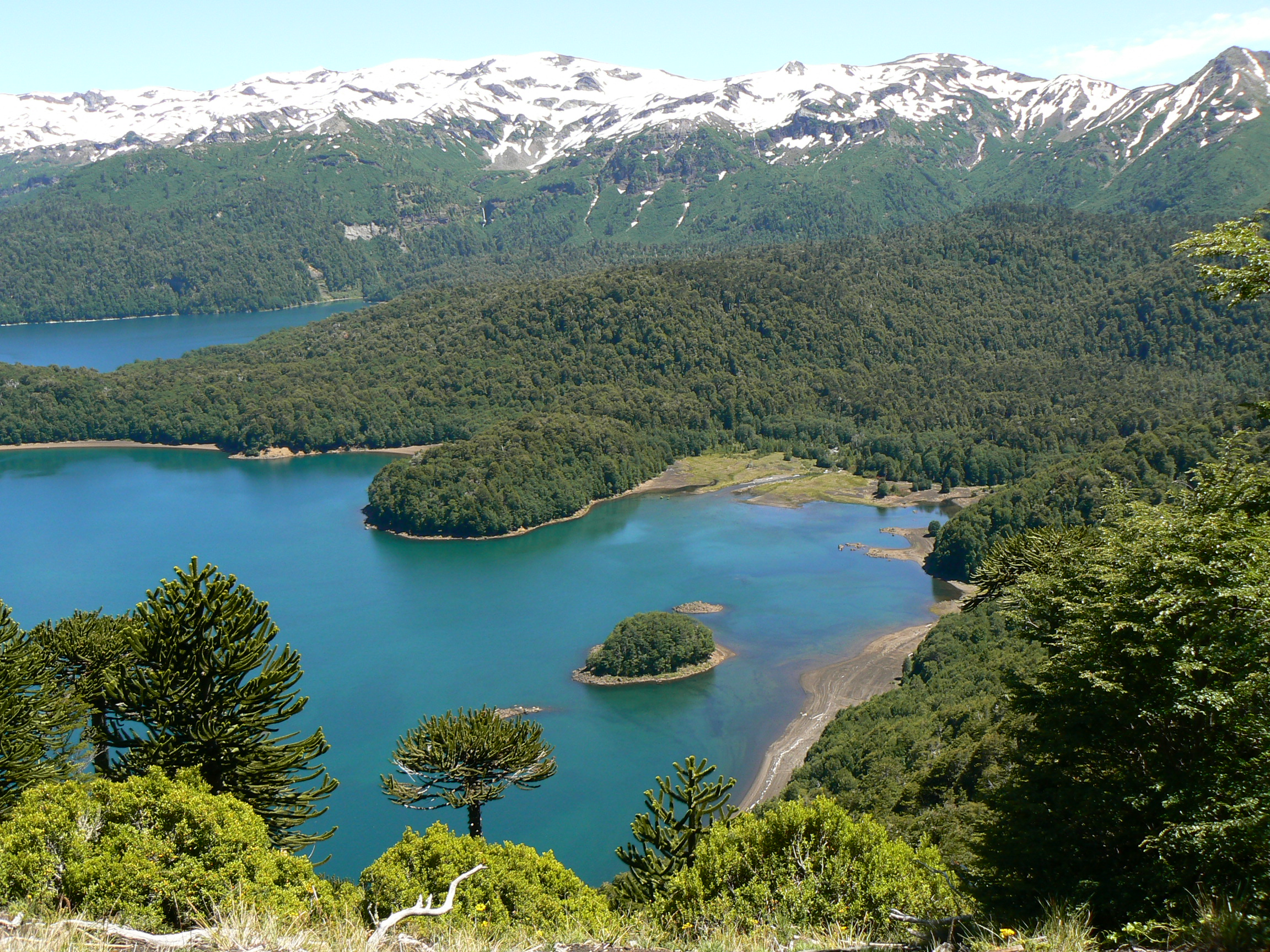
Parque nacional Conguillío

La zona sur de Chile es una de las cinco regiones naturales en que tradicionalmente se divide Chile. Se inicia a partir de la región de la Araucanía y termina aproximadamente en el golfo Corcovado. Incluye la provincia de Arauco en la Región del Biobío y las zonas al sur del Río Biobío, las regiones de La Araucanía y Los Ríos y las provincias de Osorno, Llanquihue y Chiloé de la Región de los Lagos.
Esta área es una de las más heterogéneas en cuanto a paisajes y actividades económicas. Con un clima que poco a poco se vuelve más húmedo, el terreno se cubre de extensos bosques y numerosos lagos, como el lago Villarrica y el lago Llanquihue. Sus principales urbes son  Temuco, Valdivia, Puerto Montt, Osorno y Castro.

## Descripción

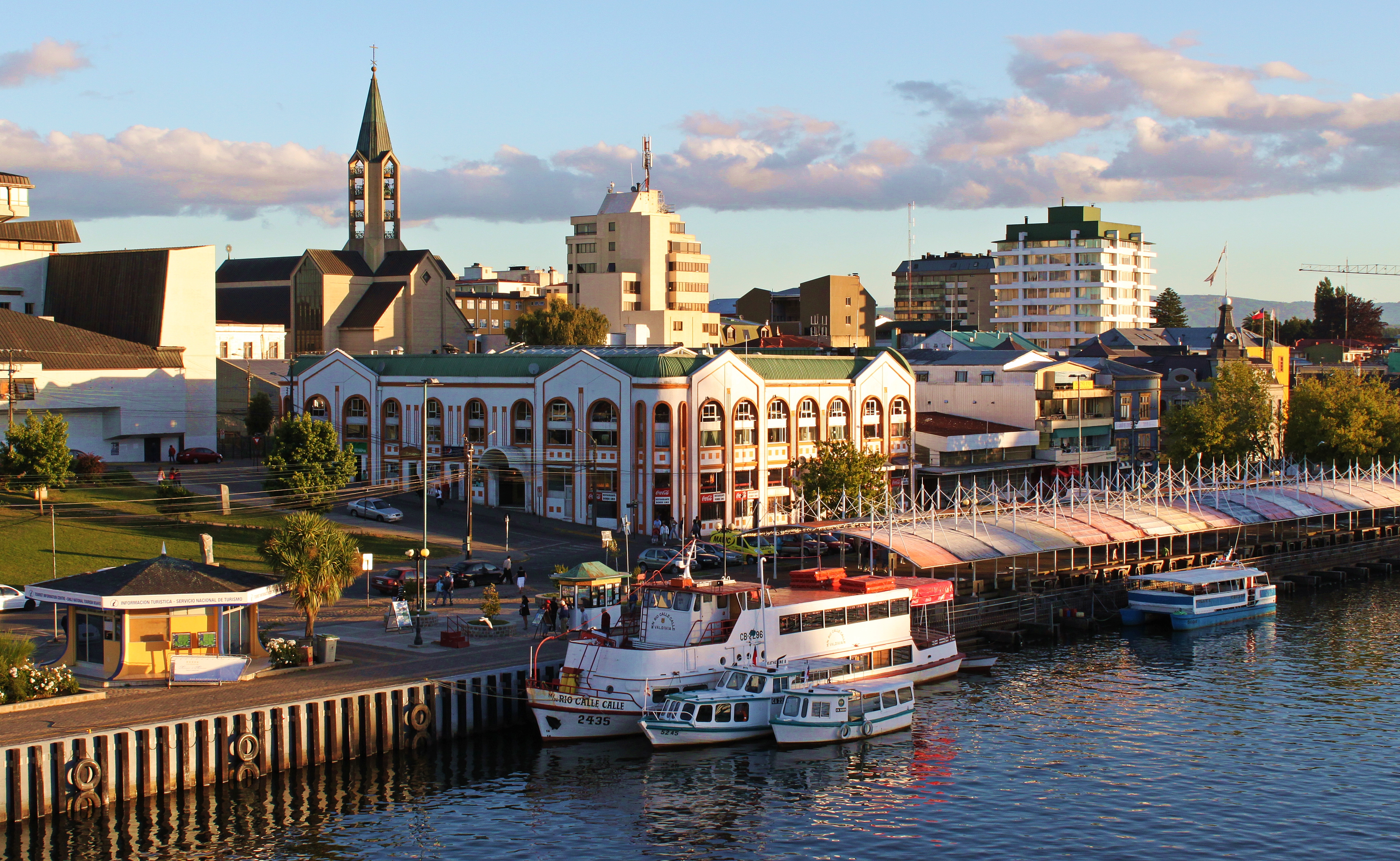
Valdivia

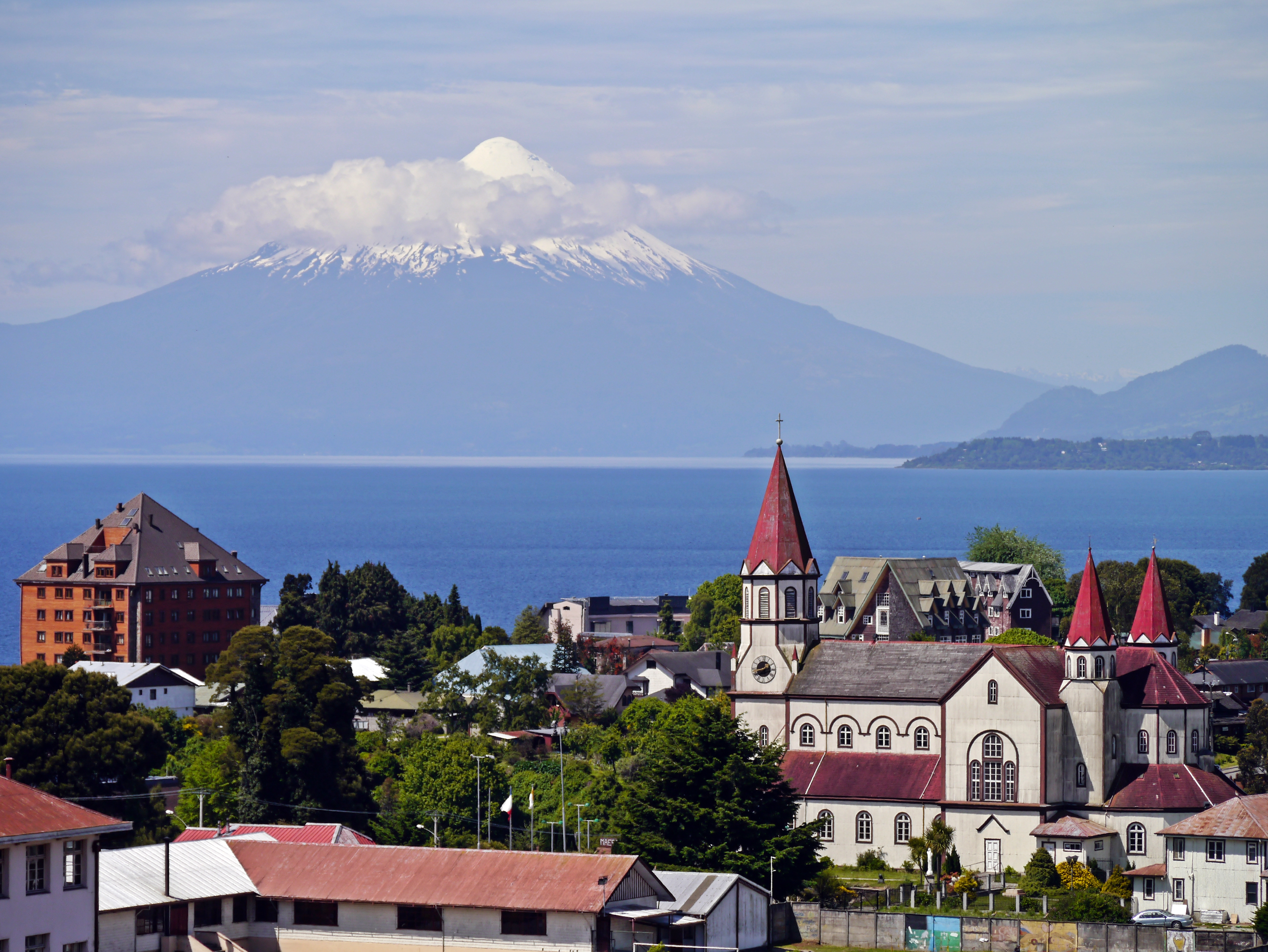
Puerto Varas

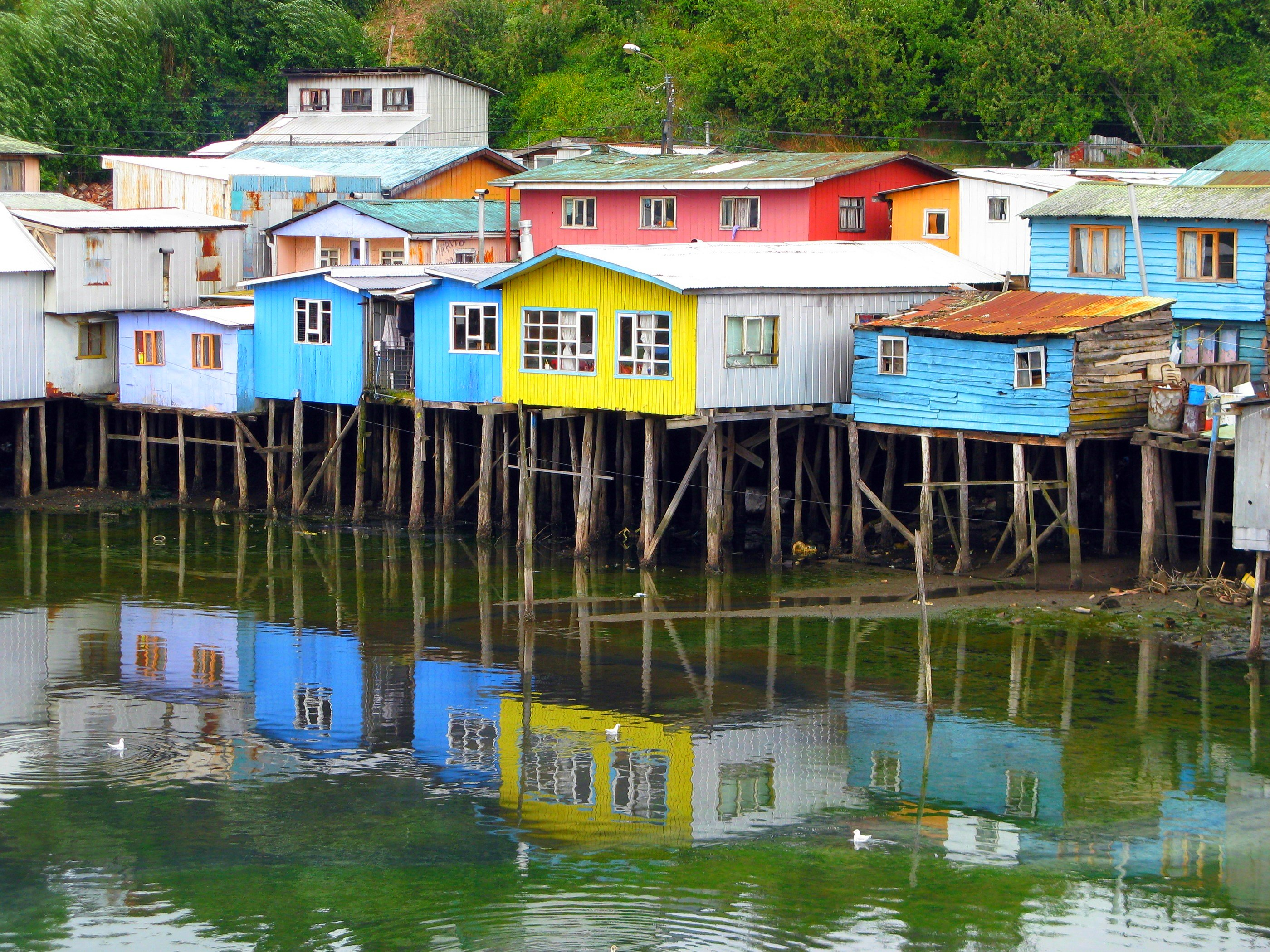
Palafitos de Castro

La zona Sur de Chile parte en el río Biobío, de la región homónima. Más al sur, se encuentra Temuco, capital y corazón de la Araucanía, una de las ciudades más importantes de Chile. Temuco tuvo un gran crecimiento debido principalmente al cultivo de cereales en esta zona, por lo que es llamada el granero de Chile. Hacia el noreste, con el volcán Llaima en el centro, está el parque nacional Conguillío, llamado también «Los Paraguas» por sus bosques de araucarias. En sus faldas se encuentra el Centro de esquí Las Araucarias. Y un poco más al norte de este existe otra área protegida, el parque nacional Tolhuaca, dentro de decenas de áreas silvestres protegidas chilenas. Hacia el sureste, se encuentra el núcleo turístico formado por Villarrica y Pucón, a orillas del lago Villarrica. 
Más al sur está la ciudad de Valdivia, capital regional de Los Ríos, una de las ciudades más antiguas de Chile —fundada en 1552 por Pedro de Valdivia—. Es también ciudad cultural, universitaria de excelencia, que se caracteriza por ser el polo y núcleo científico-académico de la zona sur e histórica, que sirve de antesala a los restos de fuertes españoles en Niebla y Corral (hacia la desembocadura del río), y a los lagos Riñihue, Ranco y Maihue (hacia el este).
Osorno es el punto de inicio de una zona eminentemente agrícola y ganadera, por un lado. Por otro, es punto de partida para recorrer lugares como el lago Rupanco, el parque nacional Puyehue o el Centro de esquí Antillanca, ubicado en las faldas del volcán Casablanca entre los límites del mencionado parque. Siguiendo al sur, están situados los balnearios de Puerto Octay, Frutillar y Puerto Varas, a orillas del lago Llanquihue. Desde aquí y hacia el este está el parque nacional Vicente Pérez Rosales, cuyos mayores atractivos son el volcán Osorno y el lago Todos los Santos.
Al sur esta zona se encuentra la capital regional de la Los Lagos, Puerto Montt, una de las principales ciudades del país y un importante punto de conexión con las ciudades del sur austral de Chile, además de ser una importante zona acuícola, pesquera, polo comercial y demográfico de la región.
Al sur de esta ciudad se encuentra el archipiélago de Chiloé, famoso por sus construcciones, costumbres y tradiciones. 
En la cordillera está la provincia de Palena, zona escasamente habitada que por clima y geografía forma parte de la Patagonia.

## Urbanización
Los principales núcleos urbanos de esta zona, ordenadas por población son:
| N.º | Ciudad       | Población | Provincia  | Región    |
| --- | ------------ | --------- | ---------- | --------- |
| 1.  | Temuco       | 282 415   | Cautín     | Araucanía |
| 2.  | Puerto Montt | 245 902   | Llanquihue | Los Lagos |
| 3.  | Valdivia     | 182 086   | Valdivia   | Los Ríos  |
| 4.  | Osorno       | 160 631   | Osorno     | Los Lagos |
| 5.  | Villarrica   | 55 478    | Cautín     | Araucanía |
| 6.  | Angol        | 53 262    | Malleco    | Araucanía |
| 7.  | Castro       | 43 807    | Chiloé     | Los Lagos |
| 8.  | Ancud        | 38 991    | Chiloé     | Los Lagos |

## Áreas silvestres y marinas protegidas de la Zona Sur
Región de La Araucanía
- Parque nacional Nahuelbuta
- Reserva nacional Alto Biobío
- Monumento Natural Contulmo
- Monumento Natural Cerro Ñielol
- Parque nacional Conguillío
- Parque nacional Huerquehue
- Parque nacional Tolhuaca
- Reserva nacional China Muerta
- Reserva nacional Malalcahuello
- Reserva nacional Malleco
- Reserva nacional Nalcas
- Parque nacional Villarrica
- Reserva nacional Hualalafquén

Región de Los Ríos
- Reserva nacional Mocho-Choshuenco
- Parque nacional Alerce Costero
- Santuario de la Naturaleza Carlos Andwanter
- Reserva nacional Valdivia

Región de Los Lagos
- Parque nacional Puyehue
- Lafken Mapu Lahual
- Monumento Natural Islotes de Puñihuil
- Monumento Natural Lahuen Ñadi
- Parque nacional Alerce Andino
- Parque nacional Vicente Pérez Rosales
- Reserva nacional Llanquihue
- Parque nacional Chiloé
- Parque nacional Hornopirén
- Fiordo Comau-San Ignacio de Huinay
- Parque nacional Pumalín Douglas Tompkins
- Parque nacional Corcovado
- Reserva nacional Futaleufú
- Reserva nacional Lago Palena